# Граждановский район
Граждановский район — административно-территориальная единица в составе Тамбовской области, существовавшая в 1944—1959 годах. Центр — село Граждановка.
Граждановский район был образован в составе Тамбовской области 9 февраля 1944 года. В его состав вошли Берёзовский, Волхонщинский, Граждановский, Зиминский, Кукановский, Куровщинский, Максимовский, Подвигаловский, Соловьяновский, Ульяновский и Чернавский сельсоветы Бондарского района, а также Николаевский и Соколовский сельсоветы Кирсановского района.
30 декабря 1947 года Максимовский и Чернавский с/с были переданы из Граждановского района в Бондарский.
30 октября 1959 года Граждановский район был упразднён. При этом Граждановский, Куровщинский и Нащёкинский с/с были переданы в Бондарский район, а Николаевский, Подвигаловский и Соколовский с/с — в Кирсановский район.